# NGC 3130
NGC 3130 est une galaxie lenticulaire relativement éloignée et située dans la constellation du Lion. NGC 3130 a été découverte par l'astronome britannique John Herschel en 1828.

## Histoire
La date exacte de cette découverte est incertaine parce que Herschel a indiqué dans ses notes que c'était la dernière observation du mois de janvier. La précédente observation était le 19 janvier.

## Caractéristiques
Sa vitesse par rapport au fond diffus cosmologique est de 8 532 ± 50 km/s, ce qui correspond à une distance de Hubble de 125,8 ± 8,8 Mpc (∼410 millions d'al).